# Čaj

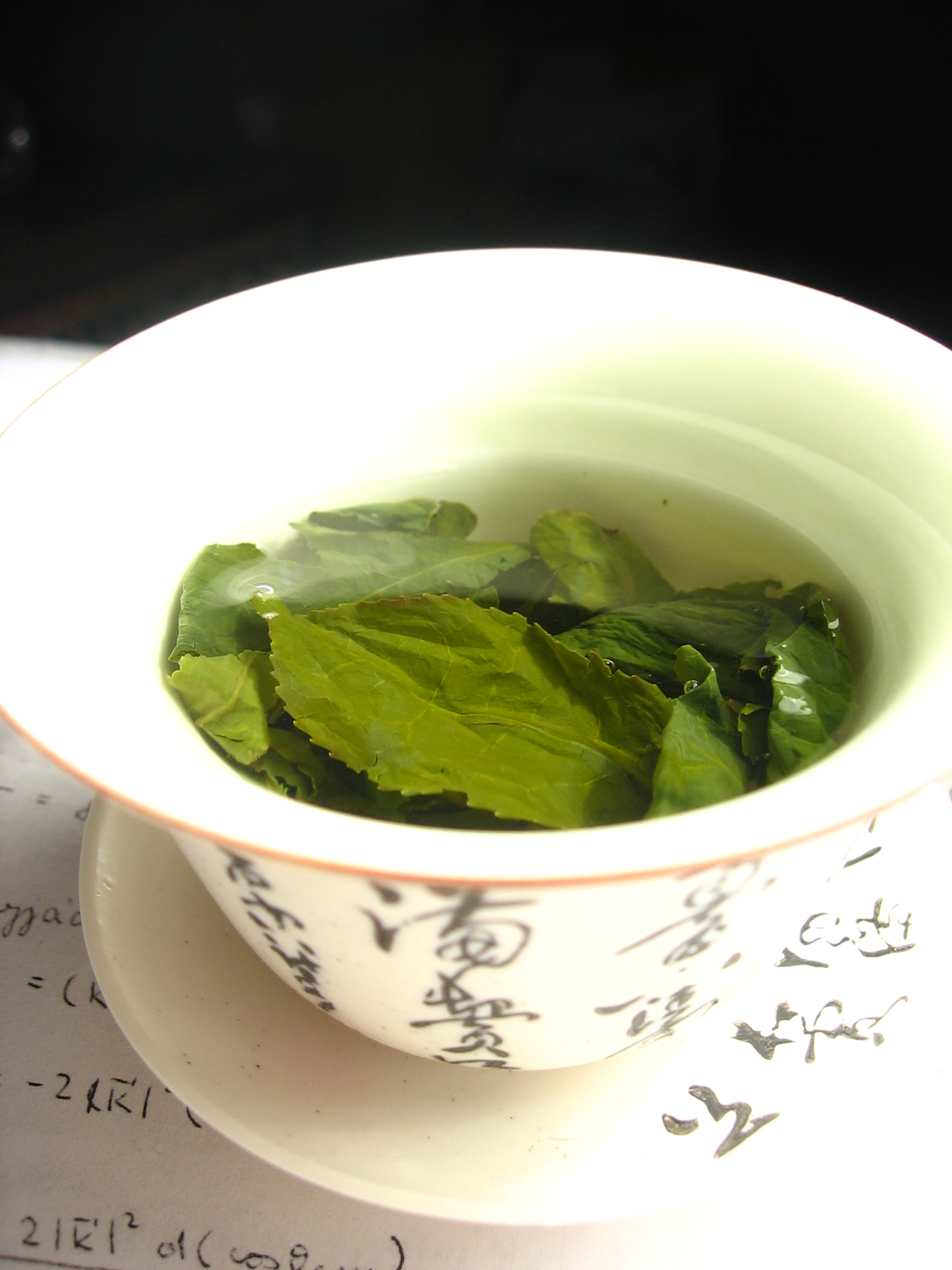
Lístky zeleného čaje v gaiwanu

Čaj (z výslovnosti čínského 茶 – čcha v mandarínském a kantonském dialektu; v dialektu min významného přístavu Sia-men čteno te – odtud pojmenování v mnoha jiných jazycích) je kulturní nápoj, připravovaný obvykle louhováním lístků rostliny čajovníku v horké vodě. Pro samotné lístky se také užívá název čaj. Označení čaj se běžně užívá i pro jiné nálevy – pro zápary a odvary různých jiných rostlin (například tzv. ovocné čaje, bylinné čaje nebo šípkový čaj), které se někdy označují jako nečaje. Čaj má díky obsahu kofeinu povzbuzující a stimulující účinky na lidský organismus.

## Pěstování a zpracování čaje

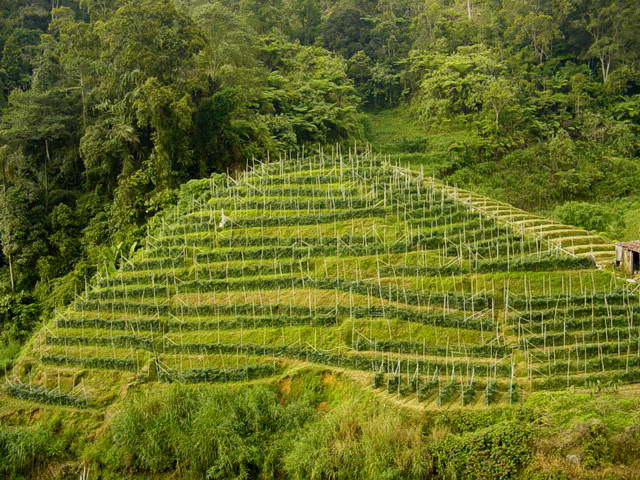
Čajová plantáž v Malajsii

Čaj vzniká zpracováním listů čajovníku. Z botanického hlediska je čajovník stálezelený keř, dorůstající v přírodě výšky 5 až 15 metrů, výjimečně až kolem třiceti metrů. Na plantážích jsou keře udržovány ve výšce kolem jednoho metru. Umožňuje to pohodlnější sběr čajových lístků a zvyšuje úrodu.
Přirozeně čajovník rostl v jihovýchodní Asii při hranicích Číny a Indie. Jako kulturní rostlina se pěstuje na mnoha místech s příhodnými podmínkami; mezi známé země produkující čaj patří Indie, Pákistán, Írán, Srí Lanka, Tchaj-wan, Japonsko, Indonésie, Nepál, Austrálie, Argentina a Keňa. Čajovníku se nejlépe daří v monzunovém klimatu v subtropickém a tropickém pásu; roste na kyselých půdách, od hladiny moře až po nadmořské výšky kolem 2500 m.

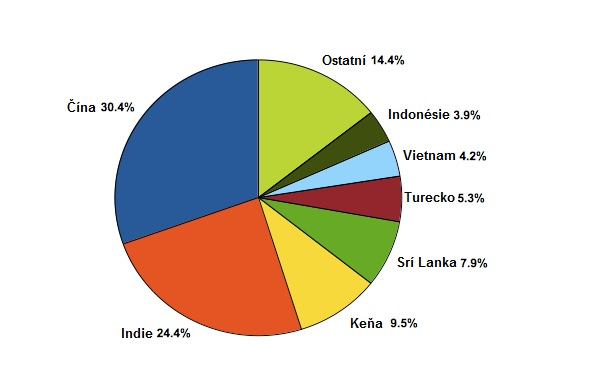
Hlavní světoví producenti čaje (2012)

Listy čajovníku jsou dlouhé od tří do pětadvaceti centimetrů a široké mezi jedním a deseti centimetry; dospělé listy jsou tlusté, hladké a kožnaté, s krátkým řapíkem. Čajové lístky se většinou sbírají několikrát do roka, v některých oblastech po celý rok. Lístky se sbírají podle takzvaných sběrových formulí, které určují, kterou část výhonku uštípnout. Obvykle jsou cennější mladší menší lístky u špičky výhonku a pupen. Čaj obsahuje kofein, známý také jako tein.
V Evropě se původně pil jako lék.

## Druhy čaje

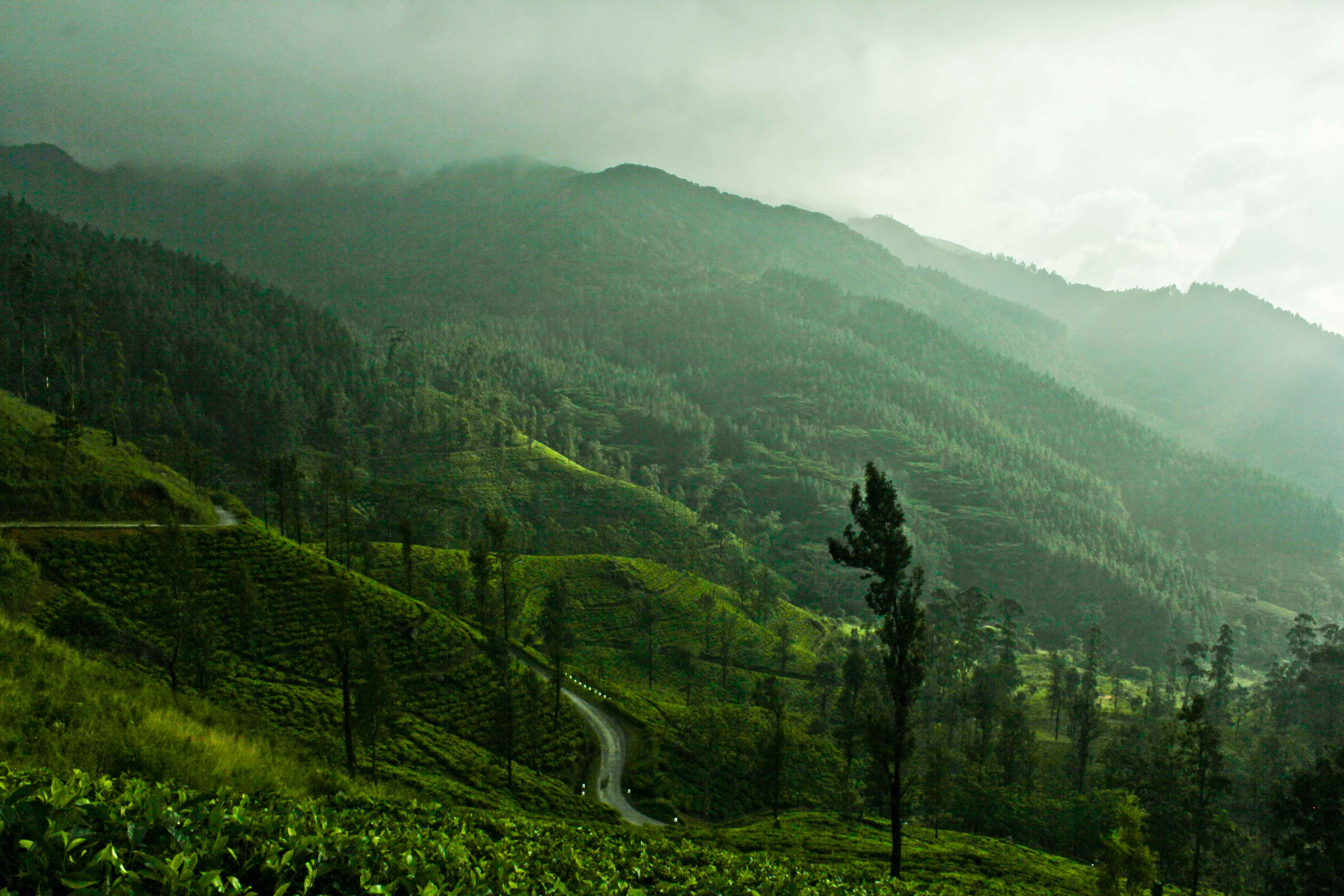
Čajová plantáž (Hatton, Srí Lanka)

Další zpracování se děje různými způsoby. Základním faktorem je stupeň oxidace (z historických důvodů chybně označována jako fermentace, nejde zde však o působení mikroorganismů, nýbrž kyslíku). U oxidace jde o pozměnění některých molekul listu, které má vliv na chuťové vlastnosti čaje a způsobuje zhnědnutí. Oxidace probíhá do té doby, než obsah vody v lístku neklesne na určitou mez.
Avšak i pojem tradiční fermentace se váže k určitému druhu čajů, a sice k tajemnému čaji pchu-er, u něhož dochází nejdříve k oxidaci a poté k fermentaci, některé z těchto čajů je poté možné nechat zrát (až desítky let).
Čaje rozdělujeme dle způsobu zpracování do čtyř základních skupin:
- čaje bílé (paj čcha) – dochází zde k jemné oxidaci, jde o samovolnou oxidaci probíhající během "zavadání", čaj je následně sušen. Lístky jsou lehce nahnědlé v místech, kde proběhla oxidace, části listu zůstávají zelené. Obvykle se takto zpracovávají mladé lístky, někdy se keře pěstují zastíněné, aby se omezilo množství chlorofylu v listech.
- čaje zelené (lu čcha) – prochází minimální oxidací v době mezi utržením a zpracováním. Enzymy způsobující oxidaci jsou zničeny teplem: užívá se sušení na pánvích, nebo napařování. Zpracování je ukončeno jeden až dva dny od sběru. Lístky si uchovávají svěží zeleň.
- čaje polozelené (též oolongy, modrozelené, žlutozelené nebo dokonce modré) (烏龍茶) – lístky procházejí oxidací, která je však v různých fázích přerušena (přechod mezi zelenými a červenými či černými čaji). Tyto lístky jsou hnědé, s lehkými zeleným odstínem. Sběr lístků na jeho výrobu musí proběhnout v okamžiku jejich plné zralosti, aby čajový nálev získal svou pověstnou vyváženou chuť.
- čaje černé (též červené čaje, pokud se jedná o camelia sinnensis – čínský čajovník) – lístky se mechanicky naruší, oxidace probíhá za teploty okolo 30 °C a velice vysoké vlhkosti. Získáváme lístek na plně oxidovaný, tedy na pohled hnědý až černý. Zpracování trvá týden i déle. Velmi výrazný rozdíl je ještě mezi ortodoxním zpracováním a plně průmyslovou výrobou metodou CTC (Crush, Tear, Curl), kterou vzniká nadrcený substrát vhodný do čajových pytlíků. Ve střední Evropě (a „západní civilizaci“ obecně) je historicky nejoblíbenější právě čaj černý.

Velmi oblíbené jsou i exotické „čaje“ jako je jihoamerické maté nebo lapacho, jihoafrický rooibos a honeybush nebo jiné bylinné čaje. Označení čaj zde ale není přesné, protože se tyto tzv. "bylinné čaje" nevyrábí z čajovníku.
Zvláště u ručně zpracovaných čajů existuje množství dalších nuancí, například ve způsobu svinování lístků (asi nejznámějším příkladem je svinutí do pevných kuliček – perel – např. u čaje „Gunpowder“).
Existuje řada způsobů zpracování, které do uvedených kategorií příliš nezapadají. Z těch známějších to jsou
1. Pchu-er (tmavý čaj) (heiča): Popisuje se jako „dvakrát fermentovaný“, u „druhé fermentace“ už opravdu jde o působení mikroorganismů. Dříve bylo toto dosaženo až několikaletým zráním v zemi,
2. Žlutý čaj (黄茶): Stejně jako u zeleného čaje jsou enzymy způsobující oxidaci zničeny teplem. Poté se však nesuší rychle, nýbrž pozvolna v silných vrstvách.
3. Kukiča: Řapíkový čaj, vedlejší produkt při výrobě japonského práškového čaje mačča.
4. Hodžiča: Japonský čajový produkt, vzniká pražením řapíků.
5. Lapsang souchong (Čeng šang siao čung nebo pravá malá horská odrůda): Černý čaj sušený nad pálícím se borovým dřívím, získává specifické kouřové aroma. (U lapsangů pochybné kvality je černý čaj zakouřen dodatečně a aroma je spíše dehtové.)
6. Rize (Çay): Čaj z turecké provincie Rize.

## Čaj o páté
Zvyk pít čaj o páté (tzn. v pět hodin odpoledne) vznikl ve Francii, ačkoliv je přisuzován Anglii (Anna Russellová, vévodkyně z Bedfordu v polovině 19. století), která ho od Francouzů pouze převzala.[zdroj?] Jako čaje o páté se v Československu za socialismu označovala setkávání mládeže (hovorově mejdany, sleziny apod.) v tento čas, kde se nepil alkohol, ale čaj (alkohol se samozřejmě pil, ale oficiálně se o tom nemluvilo).

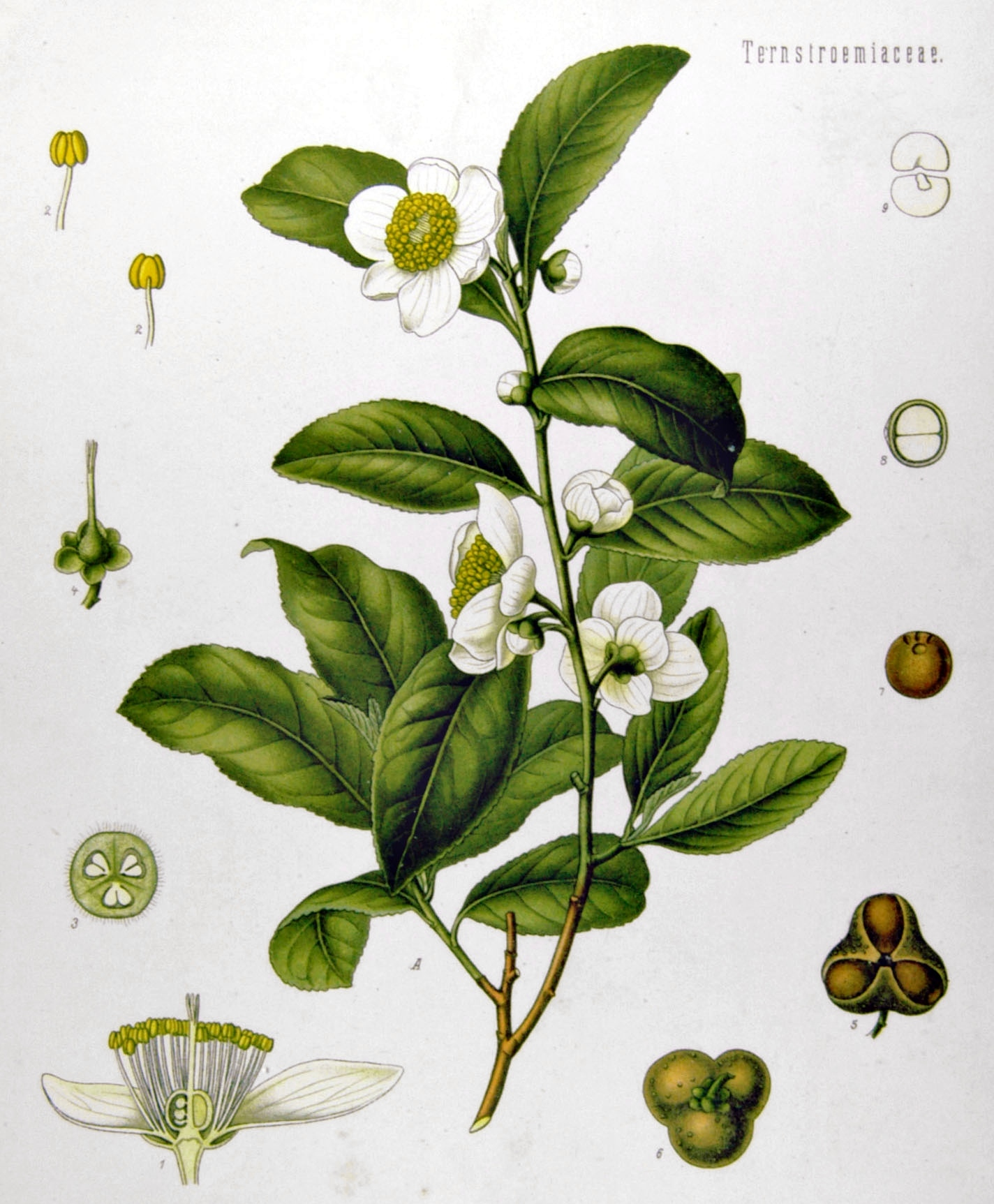
Čajovník čínský